# FA Charity Shield 1967
Lo FA Charity Shield 1967, noto in italiano anche come Supercoppa d'Inghilterra 1967, è stata la 45ª edizione della Supercoppa d'Inghilterra.
Si è svolto il 12 agosto 1967 all'Old Trafford di Manchester tra il Manchester United, vincitore della First Division 1966-1967, e il Tottenham, vincitore della FA Cup 1966-1967.
Il titolo, per la sesta volta nella sua storia, è stato condiviso tra le due squadre, che hanno pareggiato la gara per 3-3.

## Partecipanti
| Squadre        | Qualificazione                           | Partecipazioni precedenti (il grassetto indica la vittoria) |
| -------------- | ---------------------------------------- | ----------------------------------------------------------- |
| Manchester Utd | Vincitore della First Division 1966-1967 | 8 (1908, 1911, 1948, 1952, 1956, 1957, 1963, 1965)          |
| Tottenham      | Vincitore della FA Cup 1966-1967         | 5 (1920, 1921, 1951, 1961, 1962)                            |

## Tabellino
| Manchester 12 agosto 1967, ore 15:00 BST                               | Manchester United | 3 – 3 referto           | Tottenham | Old Trafford (54.106 spett.) |
| \| \| \| \| \| Charlton Law \| Marcatori \| Robertson Jennings Saul \| |                   |                         |           |                              |
|                                                                        |                   |                         |           |                              |
| Charlton Law                                                           | Marcatori         | Robertson Jennings Saul |           |                              |

| Manchester United | Tottenham |

### Formazioni
| Manchester Utd: |    |                |
|                 |    |                |
| P               | 1  | Alex Stepney   |
| D               | 2  | Shay Brennan   |
| D               | 5  | Bill Foulkes   |
| D               | 3  | Tony Dunne     |
| C               | 4  | Nobby Stiles   |
| C               | 6  | Pat Crerand    |
| C               | 7  | George Best    |
| C               | 9  | Bobby Charlton |
| C               | 11 | John Aston     |
| A               | 8  | Brian Kidd     |
| A               | 10 | Denis Law      |
| Allenatore:     |    |                |
| Matt Busby      |    |                |

| Tottenham:     |    |                 |
|                |    |                 |
| P              | 1  | Pat Jennings    |
| D              | 2  | Joe Kinnear     |
| D              | 5  | Mike England    |
| D              | 3  | Cyril Knowles   |
| C              | 4  | Alan Mullery    |
| C              | 6  | Dave Mackay     |
| C              | 7  | Jimmy Robertson |
| C              | 10 | Terry Venables  |
| C              | 11 | Frank Saul      |
| A              | 8  | Jimmy Greaves   |
| A              | 9  | Alan Gilzean    |
| Allenatore:    |    |                 |
| Bill Nicholson |    |                 |